# هولی اسمیت
هولی اسمیت (انگلیسی: Hooley Smith; ۷ ژانویهٔ ۱۹۰۳ – ۲۴ اوت ۱۹۶۳) بازیکن هاکی روی یخ اهل کانادا بود.
وی همچنین برندهٔ جوایزی همچون تالار افتخارات هاکی و جام استنلی شده‌است.